# 蘇格爾 (籃球運動員)
蘇格爾（1999年7月2日—）為蒙古國男子籃球運動員，最後效力於超級籃球聯賽彰化璞園柏力力。
蘇格爾為蒙古國乌兰巴托人，因為身高在高三時進入籃球校隊，2017年來到臺灣進入中州科技大學就讀，之後因教練許智超先後就讀了宏國德霖科技大學與中信金融管理學院，2023年7月蘇格爾在超級籃球聯賽新人選秀會被彰化柏力力以狀元籤選中，2024年8月在跨聯盟籃球邀請賽中獲選大會最佳五人。

## 外部連結
- 蘇格爾在fiba.basketball（英语）
- 蘇格爾在fiba3x3.com（英语）
- 蘇格爾在Eurobasket.com（球員）（英语）
- 蘇格爾在Flashscore（英语）